# Nuna 7
Nuna 7 is een zonnewagen gebouwd door het Nuon Solar Team. Met Nuna 7 deed het team mee aan de World Solar Challenge 2013 een 3000 km lange race dwars door Australië, waar hij eerste werd. Het Nuon Solar Team bestond uit 16 studenten van de Technische Universiteit Delft. De studies Luchtvaart- en Ruimtevaarttechniek, Industrieel Ontwerpen, Werktuigbouwkunde, Technische Natuurkunde, Technische Wiskunde en Elektrotechniek waren vertegenwoordigd. Energieleverancier Nuon werd voor de 7e editie op rij gevonden als hoofdsponsor van het team. Ook kon het team traditiegetrouw ook dit project genieten van advies en ervaring van hoogleraar en astronaut Wubbo Ockels. Met de Nuna 7 won het team de race.

## Ontwikkeling
Het team had reeds vier keer de wereldbeker zonneracen gewonnen, in de periode van 2001 tot en met 2007. Daarna bleek de competitie enorm waarbij in twee edities de tweede plaats werd veroverd. High-tech ontwikkeling, nauwe samenwerking met sponsors en bedrijfsleven en het optimaal gebruiken van de jarenlange ervaring van het team werden benut. Het nieuwe team van 16 fulltime studenten begon vanaf september 2012 aan het ontwikkelen van de nieuwe zonnewagen.
De World Solar Challenge regulations met auto-specifieke eisen waaraan voldaan dient te worden bevatten enkele ingrijpende veranderingen. Zo werd het minimaal aantal wielen van drie naar vier verhoogd, waren er verhoogde eisen voor de ruimte en veiligheid van de coureur en talloze andere vernieuwingen, gericht op verhoging van de veiligheid van de deelnemende auto's en op verbetering van de gebruiksvriendelijkheid.
In verband met de sterke concurrentie in de competitie werd het ontwerp geheim gehouden tot 2 juli 2013, toen het ontwerp statisch werd gepresenteerd. Dit evenement vond plaats in de Lijm- en Cultuurfabriek in Delft waar pers en toeschouwers de nieuwe 4-wieler konden zien. Ook het asymmetrische design waarbij de coureur niet meer centraal zit werd hierbij vrijgegeven, een design waar slechts twee andere topteams zich aan waagden: University of Michigan Solar Car Team en toenmalig regerend wereldkampioen Tokai University.
Op 8 augustus reed Nuna 7 voor het eerst voor groot publiek op Circuit Park Zandvoort.
Toch bleef een belangrijke vernieuwende factor van Nuna 7 geheim tot de officiële scrutineering (keuring) van de wagen enkele dagen voor de start van de race in Australië. Binnenin de auto werden enkele 'concentrators' gemonteerd welke enkel gebruikt kunnen worden voor het opvangen van extra zonlicht gedurende perioden dat de topvleugel van de auto getild wordt. Deze bakken bestaan uit een klein oppervlakte zonnecellen waar met behulp van een grote glazen plaat met lenzen een velen malen groter oppervlakte van zonlicht op gefocust wordt. Regeltechnisch was er deze keer de mogelijkheid tot deze innovatie daar het totaaloppervlakte van de zonnecellen op Nuna 7 precies 6m2 is.

## Specificaties Nuna 7
| Afmetingen             | Lengte: 4,5 m Breedte: 1,85 m Hoogte: 1,12 m |
| Gewicht zonder coureur | 190 kg |
| Coureur                | Gewicht wordt aangevuld tot 80 kg Coureurs zijn geselecteerd op heupbreedte en lengte van het bovenlichaam |
| Aantal wielen          | 4 |
| Zonnecellen            | 391 cellen topshell Monokristallijn siliciumcellen Efficiëntie: 22,5% Combinatie van twee typen efficiëntie verhogende laminaten 6 in samenwerking met Semprius ontwikkelde concentrator-bakken die gedurende statisch laad-momenten uit de auto en in gebruik genomen kunnen worden Totale oppervlakte zonnecellen 6m²                                                                                        |
| Motor                  | CSIRO InWheel Direct Drive Elektromotor Motor geïntegreerd in velg rechter achterwiel (direct achter coureur) |
| Accu                   | 21 kg Lithium Ion cellen Capaciteit: 5,3 kWh Inclusief intelligent en efficiënt battery monitoring systeem |
| Besturing              | Intelligent stuurwiel uit koolstofvezel met quick-release |
| Aerodynamica           | Speciaal ontworpen vleugelprofiel (Ontworpen door Annemiek Koers, MSc) Asymmetrisch ontwerp voor minimaal frontaal oppervlak Variërende dikte vleugel over breedte auto Twee lange vleugelprofiel wielkappen aan weerszijden auto waarin twee wielen zijn opgenomen. |
| Carrosserie            | Sandwichconstructie van koolstofvezel en schuim Speciaal koolstofweefsel 'TeXtreme' dat ook in de Formule1 wordt gebruikt Titanium roll bar Aramide versterkte onderdelen voor bescherming coureur en tegen steenslag Coureurs compartiment in rechter wielkap ontworpen op veiligheidseisen voor hevige impact Linker wielkap herbergt o.a. accu, motor-controller om gewichtsverdeling auto te optimaliseren |
| Wielophanging Voor     | Aluminium uprights, vastgehouden door aluminium leading arm onder met enkele A-armen van koolstofvezel boven. Schokdempers in de vering geïntegreerd Lichtgewicht magnesium velgen Hoge precisie keramische lagers |
| Wielophanging Achter   | Achterbrug van aluminium Titanium assen Hoge precisie keramische lagers |
| Banden                 | Speciaal voor zonneracen ontwikkelde Michelin profielbanden |
| Remmen                 | Regeneratief remmen op de motor Mechanische rem voor noodstop |
| Rolweerstand           | Ruim 10 keer lager dan een normale auto |
| Luchtweerstand         | Ruim 12 keer kleiner dan een normale auto |
| Telemetrie             | WiFi verbinding met volgwagen MobiBoxx boordcomputer met full-colour display |
| Coureur-comfort        | Lage luchtweerstandsinlaat voor ventilatie en verse lucht Custom-made oordopjes voor communicatie |